# Robert Šulgan
Robert Šulgan (19. dubna 1975 - Třinec) je český profesionální boxer a držitel českého titulu v nejtěžší váhové kategorii.

## Kariéra
Narodil se v Třinci. Boxovat začal v šestnácti letech jako junior za Slezan Frýdek-Místek. Po skončení vojenské základní služby odešel do Severní Karolíny v USA, , kde pracoval a zapsal se do turnaje v boxu pro „kluky z ulice“ kde měl úspěch. Svůj první profesionální zápas boxoval proti Američanovi James Niesovi v roce 1999. Titul mistra České republiky vyhrál v roce 2002 v zápase proti Markovi Oravskému v Brně.
Během své kariéry boxoval například s Polákem Tomaszem Boninem, který už se v ringu střetnul i s Audley Harrisonem a Davidem Hayem, Angličanem Michaelem Sprottem a Němcem Alexandrem Petkovicem.
Velkou životní šanci měl mít v zápase s Cedrikem Boswelem , známým americkým boxerem, ale zápas se neuskutečnil. V současné době žije v Olomouci a pracuje v bezpečnostní firmě.